# Moby Dick (película de 1956)
Moby Dick es una película estadounidense de 1956, dirigida por John Huston y protagonizada por Gregory Peck, Richard Basehart, Leo Genn, James Robertson Justice, Orson Welles, Harry Andrews y Bernard Miles en los papeles principales. El guion, basado en la novela Moby Dick, de Herman Melville, fue escrito por Ray Bradbury y John Huston. Los exteriores fueron rodados en aguas de la islas de Gran Canaria y Madeira, donde se filmaron escenas reales de la caza de ballenas, encabezadas por los balleneros madeirenses.
Esta película es la versión más famosa de la obra de Herman Melville, y ofrece una de las mejores actuaciones del actor Gregory Peck: la encarnación del trastornado y carismático capitán Ahab.

## Argumento
El capitán Ahab (Gregory Peck) está al mando de un barco ballenero, el Pequod, un bergantín cuyas cornamusas son de dientes de cachalote y la caña del timón hecha de una mandíbula. Su vida transcurre en el entrepuente y solo sale por las noches. Para la mayoría de la tripulación es sólo un fantasma con una pierna de hueso de ballena, cuyos pasos retumban en la cubierta.
El navío sale a la caza de ballenas, pero al cabo de unos días, los nuevos tripulantes se enteran de que Ahab tiene una maníaca obsesión, que es matar una ballena blanca que hace años le arrancó una pierna. La ballena blanca es una del tipo cachalote.
Por eso Ahab tiene una pierna de hueso, con la que golpea fuertemente la cubierta del barco al andar. Su odio a la ballena es tan grande que está dispuesto a arriesgar su vida, la de sus hombres y el barco entero para matar a Moby Dick. Sin embargo, el carisma y la fuerza de sus sentimientos son tan poderosos que impregna a la tripulación con sus convicciones.
Cuando se entera Ahab de que la ballena podría estar a su alcance, hace los cambios necesarios para dar priodidad a perseguirla y darle muerte.

## Reparto
Entre los dobles se encuentran Robert Porter, Joe Powell, Paul Stader y John Sullivan.

## Comentarios
El tema central de Moby Dick es el conflicto entre el capitán Ahab, patrón del ballenero Pequod, y la gran ballena blanca que arrancó su pierna derecha a la altura de la rodilla. Ahab, ávido de venganza, cegado por su monomanía, se lanza con toda su tripulación a una desesperada búsqueda de su enemigo. La obra sobrepasa en mucho la aventura y se convierte en una alegoría sobre el mal incomprensible representado por la ballena, un monstruo de las profundidades que ataca y destruye lo que se pone en su camino, y también por el capitán Ahab, que representa la maldad absurda y obstinada, que sostiene una venganza personal y arrastra a la muerte inútil a muchos inocentes; sólo uno se salvaría para contarlo.
Moby Dick se rodó de forma parcial en la bahía de Las Palmas de Gran Canaria y en la Playa de Las Canteras de la misma ciudad, durante la Navidad de 1954. La presencia en la isla de Gran Canaria de dos leyendas del séptimo arte, John Huston (su director) y Gregory Peck (su protagonista), la convierte en el rodaje de mayor entidad de los realizados nunca en las islas. En unos astilleros del Puerto de La Luz en Las Palmas de Gran Canaria se construyó la maqueta de la gran ballena blanca para la decisiva secuencia final del filme —rodada en la isla—, para lo cual se desplazaron a la isla especialistas de la cinematografía estadounidense. 
El ballenero Pequod es en realidad una goleta de 1870, y es la misma que, con el nombre de Hispanola, fue usada para la grabación de La isla del tesoro (película de 1950), la adaptación de Walt Disney de La Isla del tesoro, de Robert Louis Stevenson.
En sus memorias, John Huston recuerda el rodaje en Gran Canaria y cuenta cómo el que quizás puede considerarse el plano más importante de la película (aquel en el que el brazo inerte del capitán Ahab a lomos de la gran ballena blanca, se mueve al vaivén de las olas como indicando a sus marineros que le sigan) surgió de forma imprevista, gracias a una mezcla de fortuna y pericia por parte de los técnicos locales que se encargaban de transportar sobre las aguas la gran maqueta del animal.
El director de fotografía combinó dos juegos de negativos, uno en Technicolor y otro en monocromo, logrando así la sensación de antigüedad de la película.
John Huston alternó las escenas preparadas en estudios y playas con tomas reales de caza de cachalotes en los alrededores de Madeira.
Otras escenas fueron grabadas en la costa sur de Irlanda, concretamente en Youghal, donde todavía se puede disfrutar de una cerveza en el pub donde se rodaron algunas escenas y contemplar en la bahía una maqueta de la ballena con el cadáver del capitán Ahab cosido a su lomo. El director decidió que en este lugar, y solo filmando en días de niebla, la película tendría una atmósfera lúgubre.

## Crítica
Según Ángel Sala, «a pesar de sus excelencias, le falta un punto de delirio para transmitir el universo enfermizo del original literario».

## Premios y nominaciones

### New York Film Critics Circle Awards
| Categoría      | Nominados   | Resultado |
| -------------- | ----------- | --------- |
| Mejor director | John Huston | Ganador   |

### National Board of Review
| Categoría      | Nominados   | Resultado |
| -------------- | ----------- | --------- |
| Mejor director | John Huston | Ganador   |

### Sindacato Nazionale Giornalisti Cinematografici Italiani
| Categoría      | Nominados   | Resultado |
| -------------- | ----------- | --------- |
| Mejor director | John Huston | Ganador   |

### National Board of Review
| Categoría              | Nominados        | Resultado |
| ---------------------- | ---------------- | --------- |
| Mejor actor de reparto | Richard Basehart | Ganador   |